# Epilepsia abdominal
A epilepsia abdominal é uma doença rara caracterizada por uma série de doenças gastrointestinais provocadas por convulsões. Não existe comprovação de uma relação causal entre as convulsões e os sintomas gastrointestinais; no entanto, esses sintomas podem ser explicados por outros mecanismos fisiopatológicos, que inclusive ajudam no diagnóstico. Já foi descrita como uma epilepsia do lobo temporal.

## Sintomas
O sintoma mais comum da epilepsia abdominal é dor abdominal, seguida de vômito incontrolável, precedido por letargia. Outros sintomas são convulsões tônico-clônicas seguidas de sono, confusão e apatia.

## Tratamento
No geral, a epilepsia abdominal é tratada com medicamentos anticonvulsivos, também utilizados em outros tipos de epilepsia, a exemplo da fenitoína.